# Cordon
För andra betydelser, se Cordon (olika betydelser).
Cordon (Bayan ng Cordon) är en kommun i Filippinerna. Kommunen ligger på ön Luzon, och tillhör provinsen Isabela. Folkmängden uppgår till 35 519 invånare.

## Barangayer
Cordon är indelat i 26 barangayer.
| - Aguinaldo (Rizaluna Este) - Calimaturod - Capirpiriwan - Caquilingan (San Luis) - Dallao - Gayong - Laurel (Centro Norte) - Magsaysay (Centro Sur Oeste) - Malapat - Osmena (Centro Sur Este) - Quezon (Centro Norte Este) - Quirino (Manasin) - Rizaluna (Rizaluna Oeste) | - Roxas Pob. (Centro Sur) - Sagat - San Juan (San Juan Este) - Taliktik - Tanggal - Tarinsing - Turod Norte - Turod Sur - Villamiemban - Villamarzo - Anonang (Balitoc) - Camarao - Wigan |